# 1952-es Le Mans-i 24 órás verseny
A 20. Le Mans-i 24 órás versenyt 1952. június 14-én rendezték meg.

## Végeredmény
|    | Kategória | #  | Csapat                          | Versenyzők                          | Modell                         | Motor                            | Körök |
| -- | --------- | -- | ------------------------------- | ----------------------------------- | ------------------------------ | -------------------------------- | ----- |
| 1  | S 3.0     | 21 | Daimler-Benz A.G.               | Hermann Lang Fritz Riess            | Mercedes-Benz 300SL (W194)     | Mercedes-Benz 3.0L I6            | 277   |
| 2  | S 3.0     | 20 | Daimler-Benz A.G.               | Theo Helfrich Helmut Niedermayr     | Mercedes-Benz 300SL (W194)     | Mercedes-Benz 3.0L I6            | 276   |
| 3  | S 5.0     | 10 | Donald Healey                   | Leslie Johnson Tommy Wisdom         | Nash-Healey 4 Litre            | Nash 4.1L I6                     | 262   |
| 4  | S 8.0     | 1  | Briggs Cunningham               | Briggs Cunningham William Spear     | Cunningham C4-R                | Chrysler 5.5L V8                 | 252   |
| 5  | S 5.0     | 14 | Luigi Chinetti                  | André Simon Lucien Vincent          | Ferrari 340 America Berlinette | Ferrari 4.1L V12                 | 250   |
| 6  | S 2.0     | 39 | Scuderia Lancia                 | Luigi Valenzano Umberto Castiglioni | Lancia Aurelia B.20            | Lancia 2.0L V6                   | 248   |
| 7  | S 3.0     | 32 | Peter C.T. Clark                | Peter Clark Mike Keen               | Aston Martin DB2               | Aston Martin 2.6L I6             | 248   |
| 8  | S 2.0     | 40 | Scuderia Lancia                 | Felice Bonetto Enrico Anselmi       | Lancia Aurelia B.20            | Lancia 2.0L V6                   | 247   |
| 9  | S S/C     | 6  | André Chambas                   | André Morel André Chambas           | Talbot-Lago T26 GS Comp.       | Talbot-Lago 4.5L Supercharged I6 | 235   |
| 10 | S 2.0     | 42 | M.P. Trevelyan                  | Rodney F. Peacock Gerry A. Ruddock  | Frazer Nash Le Mans Mk.II      | Bristol 2.0L I6                  | 225   |
| 11 | S 1.1     | 50 | Porsche KG                      | Auguste Veuillet Edmond Mouche      | Porsche 356/4                  | Porsche 1.1L Flat-4              | 220   |
| 12 | S 1.1     | 52 | Automobiles Panhard et Levassor | Charles Plantivaux Robert Chancel   | Panhard Dyna X86 Coupe         | Panhard 0.9L Flat-2              | 217   |
| 13 | S 1.5     | 45 | Marcel Becquart                 | Marcel Becquart Gordon Wilkins      | Jowett Jupiter R1              | Jowett 1.5L Flat-4               | 210   |
| 14 | S 750     | 60 | Ets. Monopole                   | Jean Hémard Eugène Dossous          | Monopole X84                   | Panhard 0.6L Flat-2              | 208   |
| 15 | S 750     | 68 | Renault                         | Ernest de Regibus Marius Porta      | Renault 4CV                    | Renault 0.7L I4                  | 195   |
| 16 | S 750     | 61 | Raymond Gaillard                | Raymond Gaillard Pierre Chancel     | Panhard Dyna X84 Sport         | Panhard 0.6L Flat-2              | 186   |
| 17 | S 750     | 67 | Renault                         | Jean Redélé Guy Lapchin             | Renault 4CV                    | Renault 0.7L I4                  | 178   |

## Nem ért célba
|    | Kategória | #  | Csapat                          | Versenyzők                                   | Modell                           | Motor                        | Körök |
| -- | --------- | -- | ------------------------------- | -------------------------------------------- | -------------------------------- | ---------------------------- | ----- |
| 18 | S 5.0     | 8  | Pierre Levegh                   | Pierre Levegh                                | Talbot-Lago T26 GS Spider        | Talbot-Lago 4.5L I6          |       |
| 19 | S 3.0     | 25 | Aston Martin Ltd.               | Lance Macklin Peter Collins                  | Aston Martin DB3 Spyder          | Aston Martin 2.6L I6         |       |
| 20 | S 5.0     | 65 | Eugène Chaboud                  | Eugène Chaboud Charles Pozzi                 | Talbot-Lago T26                  | Talbot-Lago 4.5L I6          |       |
| 21 | S 1.5     | 48 | Automobili O.S.C.A.             | Dr. Mario Damonte "Martial"                  | O.S.C.A. MT-4 1300 Coupe Vignale | O.S.C.A. 1.3L I4             |       |
| 22 | S 2.0     | 41 | Automobiles Frazer Nash Ltd.    | Richard Stoop Peter Wilson                   | Frazer Nash Mille Miglia         | Bristol 2.0L I6              |       |
| 23 | S 1.5     | 47 | Auguste Lachaize                | Eugène Martin Auguste Lachaize               | Porsche 356/4                    | Porsche 1.5L Flat-4          |       |
| 24 | S 1.5     | 46 | Jowett Cars Ltd.                | Bert Hadley Tommy Wise                       | Jowett Jupiter R1                | Jowett 1.5L Flat-4           |       |
| 25 | S 750     | 56 | Just-Emile Vernet               | Just-Emile Vernet Jean Pairard               | Renault 4CV                      | Renault 0.7L I4              |       |
| 26 | S 3.0     | 31 | N.H. Mann                       | Nigel Mann Mortimer Morris-Goodall           | Aston Martin DB2                 | Aston Martin 2.6L I6         |       |
| 27 | S 8.0     | 5  | S.H. Allard                     | Frank G. Curtis Zora Arkus-Duntov            | Allard J2X                       | Cadillac 5.4L V8             |       |
| 28 | S 8.0     | 4  | S.H. Allard                     | Sidney Allard Jack Fairman                   | Allard J2X                       | Cadillac 5.4L V8             |       |
| 29 | S S/C     | 43 | Alexandre Constantin            | Alexandre Constantin Jacques Poch            | Constantin C                     | Peugeot 1.3L Supercharged I4 |       |
| 30 | S 5.0     | 12 | Luigi Chinetti                  | Luigi Chinetti Jean Lucas                    | Ferrari 340 America B            | Ferrari 4.1L V12             |       |
| 31 | S 3.0     | 34 | Automobiles Gordini             | Jean Behra Robert Manzon                     | Gordini T15S                     | Gordini 2.3L I6              |       |
| 32 | S 5.0     | 9  | Pierre Meyrat                   | Pierre Meyrat Guy Mairesse                   | Talbot-Lago T26 GS               | Talbot-Lago 4.5L I6          |       |
| 33 | S 3.0     | 33 | Charles Moran                   | Charles Moran Franco Cornacchia              | Ferrari 212MM Coupe              | Ferrari 2.6L V12             |       |
| 34 | S 750     | 59 | Automobiles Panhard et Levassor | Jacques Savoye Raymond Lienard               | Panhard Dyna X84 Spot            | Panhard 0.6L Flat-2          |       |
| 35 | S 3.0     | 30 | Scuderia Ferrari                | Pierre Boncompagni Tom Cole Jr.              | Ferrari 225S Berlinetta          | Ferrari 2.7L V12             |       |
| 36 | S 1.5     | 64 | Maurice Gatsonides              | Maurice Gatsonides Hugo van Zuylen Nijeveldt | Jowett Jupiter R1                | Jowett 1.5L Flat-4           |       |
| 37 | S 3.0     | 22 | Daimler-Benz A.G.               | Karl Kling Hans Klenk                        | Mercedes-Benz 300SL (W194)       | Mercedes-Benz 3.0L I6        |       |
| 38 | S 8.0     | 2  | Briggs Cunningham               | Phil Walters Duane Carter                    | Cunningham C4-RK Coupe           | Chrysler 5.5L V8             |       |
| 39 | S 750     | 54 | Renault                         | Louis Pons Paul Moser                        | Renault 4CV                      | Renault 0.7L I4              |       |
| 40 | S 1.1     | 51 | Porsche KG                      | Huschke von Hanstein Petermax Müller         | Porsche 356/4                    | Porsche 1.1L Flat-4          |       |
| 41 | S 8.0     | 3  | Briggs Cunningham               | John Fitch George Rice                       | Cunningham C4-R                  | Chrysler 5.5L V8             |       |
| 42 | S 5.0     | 15 | Ecurie Rosier                   | Louis Rosier Maurice Trintignant             | Ferrari 340 America Spyder       | Ferrari 4.1L V12             |       |
| 43 | S 750     | 58 | Automobiles Deutsch et Bonnet   | Jean-Paul Colas Robert Schollmann            | DB Coupe                         | Panhard 0.7L Flat-2          |       |
| 44 | S 1.5     | 44 | Automobiles Gordini             | Roger Loyer Charles de Clareur               | Gordini T15S                     | Gordini 1.5L I4              |       |
| 45 | S 5.0     | 16 | Luigi Chinetti                  | Pierre-Louis Dreyfus René Dreyfus            | Ferrari 340 America Barchetta    | Ferrari 4.1L V12             |       |
| 46 | S 5.0     | 18 | Jaguar Ltd.                     | Tony Rolt Duncan Hamilton                    | Jaguar C-Type                    | Jaguar 3.5L I6               |       |
| 47 | S 750     | 57 | Automobiles Deutsch et Bonnet   | René Bonnet Élie Bayol                       | DB                               | Panhard 0.7L Flat-2          |       |
| 48 | S 3.0     | 26 | Aston Martin Ltd.               | Dennis Poore Pat Griffith                    | Aston Martin DB3 Spyder          | Aston Martin 2.6L I6         |       |
| 49 | S 3.0     | 35 | Robert Larwie                   | Robert Lawrie John Isherwood                 | Morgan Plus-4                    | Standard 2.1L I4             |       |
| 50 | S 5.0     | 11 | Donald Healey                   | Pierre Veyron Yves Giraud-Cabantous          | Nash-Healey                      | Nash 4.1L I6                 |       |
| 51 | S 750     | 53 | Renault                         | Yves Lesur André Briat                       | Renault 4CV                      | Renault 0.7L I4              |       |
| 52 | S 3.0     | 62 | Scuderia Ferrari                | Alberto Ascari Luigi Villoresi               | Ferrari 250S Berlinetta          | Ferrari 3.0L V12             |       |
| 53 | S 5.0     | 17 | Jaguar Ltd.                     | Stirling Moss Peter Walker                   | Jaguar C-Type                    | Jaguar 3.5L I6               |       |
| 54 | S 5.0     | 19 | Jaguar Ltd.                     | Peter Whitehead Ian Stewart                  | Jaguar C-Type                    | Jaguar 3.5L I6               |       |
| 55 | S 750     | 55 | Jacques Lecat                   | Jacques Lecat Henri Senfftleben              | Renault 4CV                      | Renault 0.7L I4              |       |
| 56 | S 3.0     | 27 | Aston Martin Ltd.               | Reg Parnell Eric Thompson                    | Aston Martin DB3 Coupe           | Aston Martin 2.6L I6         |       |
| 57 | S 1.1     | 49 | Norbert Jean Mahé               | Jose Scaron Norbert Jean Mahé                | Simca-Gordini TMM                | Gordini 1.1L I4              |       |